# Deluzijski poremećaj
Deluzijski poremećaj (engl. delusional disorder) jest psihijatrijski poremećaj koji karakteriziraju deluzije – fiksna i pogrešna uvjerenja koja se ne mogu pobiti dokazima.
Deluzije se pojavljuju u ljudi sa shizofrenijom, bipolarnim poremećajem ili shizoafektivnim poremećajem; međutim, deluzijski poremećaj ne karakteriziraju halucinacije ili raspršenost misli. Neke osobe sa shizotipnim poremećajem također imaju deluzije, premda kratkotrajne; deluzijski i shizotipni poremećaj mogu se naći u komorbiditetu. Deluzijski je poremećaj katkada „uvod“ u težu psihotičnu bolest.
Religijska se uvjerenja obično ne smatraju deluzijama; doduše, psihoanalitičar Sigmund Freud okarakterizirao je religiju kao „neurozu“. Osobe s deluzijskim poremećajem često nemaju uvid u svoju bolest, pa vjeruju da su deluzije stvaran opis proganjanja, erotske žudnje ili mogu vjerovati da su „odabrane od višeg bića“. U tom slučaju, termin „vjerska deluzija“ opisuje religijsko vjerovanje koje se ne može pobiti razumom i dokazima.

## Pogledajte također
- Deluzija stakla
- Shizotipni poremećaj